# Hilde Adolf
Hilde Adolf (* 13. Mai 1953 in Bremen / Bremerhaven; † 16. Januar 2002 bei Schwanewede) war eine deutsche Politikerin (SPD) und Bremer Senatorin.

## Biografie

### Ausbildung und Beruf
Adolf war die Tochter des Verwaltungsangestellten Heinz Hermann und der Kauffrau Elfriede Hermann. Sie gilt aufgrund des damaligen Wohnsitzes ihrer Mutter im Stadtbremischen Überseehafengebiet Bremerhaven, einer stadtbremischen Exklave in Bremerhaven, als in Bremen geboren. Von 1960 bis 1964 besuchte sie die Goetheschule (Grundschule) und danach das Gymnasium Körnerschule in Bremerhaven, das sie 1972 mit dem Abitur abschloss. In einem Freiwilligen Sozialen Jahr in dem Freizeitheim Folk-Treff in Leherheide wollte sie Erfahrungen sammeln über „wie das Leben so ist, außerhalb der Schule“.
Adolf studierte seit 1973 Rechtswissenschaften an der Universität Bremen und seit 1975 an der Georg-August-Universität Göttingen. 1978 heiratete sie den späteren Elektroingenieur Wolfgang Lunter. Ab 1982 absolvierte sie ihr Referendariat im Oberlandesgerichtsbezirk Bremen und 1987 schloss sie die Ausbildung mit dem Zweiten Staatsexamen ab. 1987/88 sammelte sie als Rechtsanwältin anwaltliche Erfahrungen in der Kanzlei Koopmann, wo sie viele bedrängte Frauen vertrat. Sie war von 1988 bis 1995 Leiterin der Außenstelle Bremerhaven der Bremischen Zentralstelle für die Verwirklichung der Gleichberechtigung der Frau (ZGF). Sie war Stellvertreterin von Ursula Kerstein (SPD) als Bremer Landesfrauenbeauftragte. 1994 fand aufgrund ihrer Einladung die 10. Bundeskonferenz kommunaler Frauen- und Gleichstellungsbüros in Bremerhaven statt. Sie wurde zudem in den Frauenausschuss des Deutschen Städtetages gewählt.

### Müllfischerin
Privat engagierte sie sich von 1981 bis 1998 in der Kabarettgruppe Bremerhavener Müllfischer und wirkte unter anderem hier mit Helene Daiminger, dem Lehrer und Politiker Manfred Richter (FDP) und dem Bremerhavener Kulturdezernenten Wolfgang Weiß (SPD) zusammen.

### Politik
Adolf war seit 1973 Mitglied der SPD in Leherheide. Sie gründete um 1986 mit Jörg Schulz (SPD) in Bremerhaven eine kleine Arbeitsgruppe sozialdemokratischer Juristen (AsJ), Ausgangspunkt ihrer kommenden politischen Karriere. 1991 kam sie in den Vorstand des SPD-Unterbezirks Bremerhaven. Die jüngere Generation Bremerhavener Sozialdemokraten setzte sich gegen den mächtigen früheren Bremerhavener Oberbürgermeister (1978–1983) und Senator (1983–1987) Werner Lenz (SPD) durch. 1995 wurde sie als Abgeordnete in die Bremische Bürgerschaft gewählt, Lenz hingegen verließ die SPD. Nach einer Wahlniederlage der SPD in Bremerhaven übernahm sie 1996 das Amt der Vorsitzenden des SPD-Unterbezirks Bremerhaven und folgte damit Uwe Beckmeyer (SPD) in dieser politischen Funktion.
Am 7. Juli 1999 wurde sie als Nachfolgerin von Christine Wischer (SPD) als Mitglied des Senats Scherf II als Senatorin für Arbeit, Frauen, Gesundheit, Jugend und Soziales vereidigt. Ihre Staatsräte waren bis 2000 Hans-Christoph Hoppensack (SPD) und dann Arnold Knigge. Im politischen Bereich zeichnete sich eine zunehmende Differenz zu ihren früheren Verbündeten Jörg Schulz ab, wenn es um Bremerhavener Interessen ging. In ihrer Senatorenzeit wurden die zwölf Sozialzentren in den Stadtteilen eingeführt. Eine schwierige Gratwanderung bedeute für sie, die sozialpolitischen Aufgaben zu erfüllen und trotzdem Personaleinsparungen in Bremen realisieren zu müssen.
Am 16. Januar 2002 kam sie bei einem Autounfall auf der Bundesautobahn 27 unmittelbar nördlich Bremens ums Leben. Auf einer abendlichen Heimfahrt von Bremen nach Bremerhaven hatte sie beim Versuch, einen Lastwagen zu überholen, aus ungeklärter Ursache bei einer Geschwindigkeit von etwa 160 km/h die Kontrolle über ihren Dienstwagen verloren. Ihr folgte Karin Röpke (SPD) in das Amt als Senatorin.
Adolf war auf Grund ihres sozialen Engagements überaus beliebt, über Partei- und Landesgrenzen hinweg anerkannt und genoss hohes Ansehen, wie auch die damalige Bundesministerin für Familie, Senioren, Frauen und Jugend Christine Bergmann (SPD) anmerkte. Bremens Bürgermeister und Präsident des Senats Henning Scherf (SPD) bezeichnete Adolfs Einsatz für die Bürger als unermüdlich.
Adolf war verheiratet und hatte einen Sohn.

### Ehrungen
- Der Hilde-Adolf-Preis, eine Auszeichnung für besonders bürgerschaftliches Engagement, ist nach ihr benannt worden. Der Preis wird seit 2005 jährlich durch die Bürgerstiftung Bremen ausgelobt.
- Die Hilde Adolf-Straßen in Bremen-Gröpelingen und Bremerhaven-Geestemünde erhielten ihren Namen.
- Der Hilde-Adolf-Park in der Bremer Überseestadt wurde nach ihr benannt.
- Das Hilde-Adolf-Haus, Wohnstätte für behinderte Kinder in Bremen-St. Magnus, ist nach ihr benannt worden.[2]
- Das Hilde Adolf Frauenzentrum e. V. in Bremerhaven-Lehe trägt ihren Namen.[3]